# Restauração dental

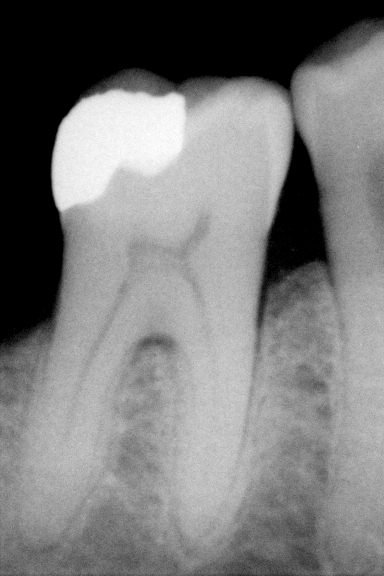
Raio-X de um esmaltee uma dentina restaurada.

A restauração dental ou enchimento dental é um material restaurador odontológico usado para restaurar a função, integridade e a morfologia da estrutura faltante do dente. A perda estrutural normalmente resulta de cárie ou trauma externo. Também é dente perdido intencionalmente durante preparação para melhorar a estética ou a integridade física do material destinado reparadora. Restauração dental também se refere à substituição de estrutura ausentes dos dentes, que é apoiada por implantes dentários.

## Restaurações diretas com resinas compostas em dentes posteriores
Vários fatores têm sido contribuídos para tornar o uso de resinas compostas em dentes posteriores uma prática cada vez mais freqüentes, simples, segura e eficaz. 
Estes fatores incluem:
1. As medidas de promoção de saúde, em especial os fluoretos incorporados às águas de abastecimento público e aos cremes dentais[1] os quais proporcionam diminuição considerável na incidência e velocidade de progressão de cáries primárias..[1][2]
2. A inequívoca eficacia da técnica do condicionamento ácido total e dos sistemas adesivo resinoso atuais,,[3] os quais viabilizam a obtenção, mais rápida, de restaurações menores e que reforçam a estrutura dental remanescente[4][5][6][7][8][9][10]
3. expressiva melhora obtida no campo dos polímeros para o uso odontológico que viabiliza um desgaste do material restaurador próximo ou menor que aquele observado no esmalte natural.
4. A disponibilidade de estudos que desvendaram muitos dos segredos referentes às restaurações com compósitos em dentes posteriores.
5. A excessiva preocupação com o meio ambiente e a suposta toxidade do amálgama de prata manifestada em alguns países aonde autoridades de saúde começaram a limitar o uso desse material.
6. Especialmente, a nuncupação cada vez maior por parte de muitos profissionais e pacientes com relação à aparência estética dos dentes.

Apesar de ser verdadeira, a crescente demanda pelo uso de compósitos em dentes posteriores, o entusiasmo por esta alternativa restauradora já foi maior e o sucesso a longo prazo ainda é fácil de ser obtido.. Para que que este objeto seja alcançado, o paciente deve ser muito bem preparado para receber e manter esse tipo de restauração.  O profissional, por sua vez, além de dispor de amplos conhecimentos dessa área específica, deve fazer uma rigorosa seleção do caso clínico e aplicar uma técnica meticulosa capaz de otimizar o desempenho clínico das resinas compostas em dentes posteriores.
Didaticamente, as técnicas restauradoras que envolvem o uso de compósitos em dentes posteriores pode ser divididas em três categorias:

### Técnica direta
Consiste apenas de procedimentos intrabucais e requer geralmente uma única sessão clínica.

### Técnica semidireta
Inclui procedimentos intra e extrabucais para produzir restaurações adesivas em consultório, geralmente também envolvendo apenas uma única sessão clínica.

### Técnica indireta
Requer mais de uma sessão clínica (geralmente duas) e auxílio de um laboratório dentário.

## Novos materiais
Cientistas do Canadá e China desenvolveram um material que poderá ser utilizado em restauros dentários, feito a partir de ácidos biliares humanos. Segundo os investigadores, o material parece resistir melhor do que outros materiais já em uso.